# Liegi-Bastogne-Liegi 1935
La Liegi-Bastogne-Liegi 1935, venticinquesima edizione della corsa, fu disputata il 4 aprile 1935 per un percorso di 240 km. Fu vinta dal belga Alfons Schepers, giunto al traguardo in 6h37'18" alla media di 36,219 km/h, precedendo i connazionali Frans Bonduel e Louis Hardiquest. 
I corridori che portarono a termine la gara al traguardo di Liegi furono in totale 53.

## Ordine d'arrivo (Top 10)
| Pos. | Corridore          | Squadra        | Tempo    |
| ---- | ------------------ | -------------- | -------- |
| 1    | Alfons Schepers    | Dilecta-Wolber | 6h37'18" |
| 2    | Frans Bonduel      | Dilecta-Wolber | s.t.     |
| 3    | Louis Hardiquest   | De Dion-Bouton | s.t.     |
| 4    | François Gardier   | Dilecta-Wolber | a 7"     |
| 5    | Jan-Jozef Horemans | -              | a 3'17"  |
| 6    | Jules Geens        | -              | a 7'02"  |
| 7    | Edward Vissers     | L'Express      | a 10'01" |
| 8    | Cornelius Leemans  | -              | s.t.     |
| 9    | Alfons Deloor      | Bury           | s.t.     |
| 10   | Louis Bocken       | -              | s.t.     |